# Opistognathus darwiniensis
Opistognathus darwiniensis is een straalvinnige vissensoort uit de familie van kaakvissen (Opistognathidae). De wetenschappelijke naam van de soort is voor het eerst geldig gepubliceerd in 1878 door Macleay.